# Piz Urlaun
Piz Urlaun är en bergstopp i Schweiz.   Den ligger i regionen Surselva och kantonen Graubünden, i den östra delen av landet, 110 km öster om huvudstaden Bern. Toppen på Piz Urlaun är 3 359 meter över havet, eller 119 meter över den omgivande terrängen. Bredden vid basen är 0,89 km.
Terrängen runt Piz Urlaun är huvudsakligen mycket bergig. Närmaste större samhälle är Silenen, 19,4 km väster om Piz Urlaun. 
Trakten runt Piz Urlaun består i huvudsak av gräsmarker. Runt Piz Urlaun är det glesbefolkat, med 13 invånare per kvadratkilometer.